# Dundee United FC
A Dundee United FC (gyakrabban: Dundee United) egy dundee-i, skót labdarúgócsapat. Jelenleg a Skót Premiershipben játszanak, a menedzserük 2023 március óta Jim Goodwin. A csapat stadionja a 14 209 férőhelyes Tannadice Park.
A klub eddig egy bajnoki címmel, egy kupagyőzelemmel és két ligakupa-elsőséggel büszkélkedhet. Egyszer másodikak lettek az UEFA Kupában, és egy ízben az elődöntőig jutottak a BEK-ben. A klub a negyedik legtöbb európai kupameccset játszott skót csapat.

## Játékosok

### Hírességek csarnoka
2008-ban hét játékost neveztek ki klub hírességek csarnoka tagjának:
- Dennis Gillespie
- Doug Smith
- Jimmy Briggs
- Finn Døssing
- Dave Narey
- Maurice Malpas
- Paul Hegarty

A 2009-ben kinevezettek között lesz a klub örökgóllövőlistáját vezető Peter McKay.

### Válogatott játékosok
A listán azok a korábbi és jelenlegi futballisták kaptak helyet, akik Dundee United-játékosként pályára léptek nemzeti válogatottjukban. Dundee United-debütálásuk időpontja mellett olvashatók. * Pat Onstad és Kémoko Camara nem léptek pályára a Dundee Unitedben, de válogatottjukban igen, így az ő esetükben szerződtetésük időpontja szerepel.
| Kanada - 1998 Jason de Vos - 1999* Pat Onstad - 2004 Lars Hirschfeld Finnország - 1987 Mixu Paatelainen Ghána - 2007 Prince Buaben Guinea - 2008* Kémoko Camara Izland - 1997 Siggi Jónsson Izrael - 1999 Jan Talesnikov Lengyelország - 2008 Lukasz Zaluska | Észak-Írország - 1989 Michael O’Neill - 1998 Iain Jenkins - 1998 Darren Patterson - 2000 Danny Griffin - 2008 Warren Feeney Skócia - 1973 Dave Narey - 1974 Paul Hegarty - 1974 Paul Sturrock - 1976 Davie Dodds - 1979 Eamonn Bannon - 1981 Richard Gough - 1981 Maurice Malpas - 1985 Kevin Gallacher - 1986 Dave Bowman - 1986 Jim McInally - 1986 Billy McKinlay | - 1990 Duncan Ferguson - 1997 Steven Thompson - 1998 Billy Dodds - 2000 Paul Gallacher - 2000 Charlie Miller - 2003 Barry Robson - 2006 Lee Miller - 2008 Scott Robertson Svédország - 1964 Örjan Persson - 1965 Lennart Wing Trinidad és Tobago - 1993 Jerren Nixon - 2003 Collin Samuel - 2003 Jason Scotland Jugoszlávia - 1988 Miodrag Krivokapić |  |

### Jelenlegi keret
2024. augusztus 7-i állapot szerint.
| #  |     | Poszt | Név                                       |
| -- | --- | ----- | ----------------------------------------- |
| 1  | ENG | K     | Jack Walton (kölcsönben a Luton Town-tól) |
| 2  | AUS | V     | Ryan Strain                               |
| 4  | SCO | V     | Kevin Holt                                |
| 5  | CRO | V     | Vicko Ševelj                              |
| 6  | SCO | V     | Ross Graham                               |
| 7  | MKD | CS    | Kristijan Trapanovski                     |
| 8  | ENG | KP    | Liam Grimshaw                             |
| 9  | ENG | CS    | Louis Moult                               |
| 10 | MKD | KP    | David Babunski (3. számú csapatkapitány)  |
| 11 | IRL | V     | Will Ferry                                |
| 12 | KEN | KP    | Richard Odada                             |
| 14 | SCO | KP    | Craig Sibbald                             |
| 15 | SCO | KP    | Glenn Middleton                           |

| #  |         | Poszt | Név                                  |
| -- | ------- | ----- | ------------------------------------ |
| 18 | SCO     | CS    | Kai Fotheringham                     |
| 20 | Bonaire | CS    | Jort van der Sande                   |
| 23 | SCO     | KP    | Ross Docherty (Csapatkapitány)       |
| 25 | WAL     | K     | Dave Richards                        |
| 27 | SCO     | CS    | Rory MacLeod                         |
| 29 | SCO     | KP    | Miller Thomson                       |
| 30 | SCO     | KP    | Lewis O'Donnell                      |
| 31 | SCO     | V     | Declan Gallagher                     |
| 32 | SCO     | CS    | Tony Watt (Csapatkapitány-helyettes) |
| 37 | SCO     | V     | Samuel Cleall-Harding                |
| 38 | SCO     | CS    | Brandon Forbes                       |
| 42 | SCO     | CS    | Owen Stirton                         |
| 70 | NGA     | CS    | Meshack Ubochioma                    |

#### Kölcsönben
| #  |     | Poszt | Név                                                   |
| -- | --- | ----- | ----------------------------------------------------- |
| 13 | SCO | K     | Jack Newman (kölcsönben a Inverness CT csapatánál)    |
| 41 | SCO | K     | Ruairidh Adams (kölcsönben a Kelty Hearts csapatánál) |

| # |     | Poszt | Név                                                      |
| - | --- | ----- | -------------------------------------------------------- |
|   | SCO | CS    | Bryan Mwangi (kölcsönben a Broxburn Athletic csapatánál) |

## Külső hivatkozások
- Hivatalos weboldal (angolul)
- Dundee United-utánpótlás (angolul)
- Dundee United-szurkolók szövetsége Archiválva 2014. május 17-i dátummal a Wayback Machine-ben (angolul)
- A BBC honlapján (angolul)